# Nerv

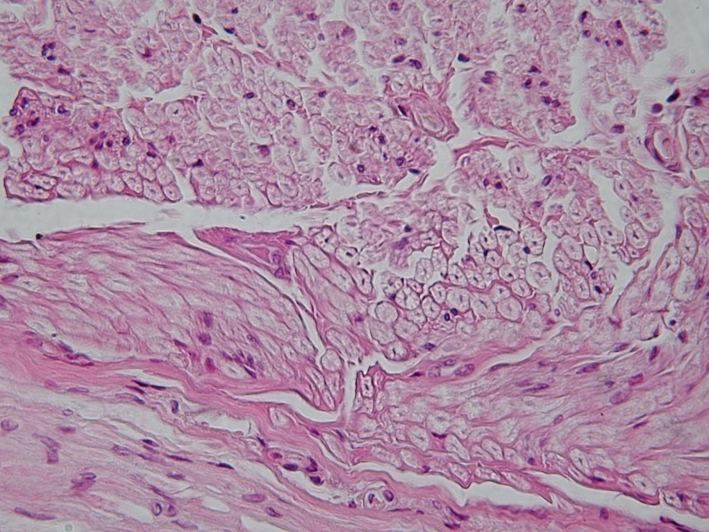
periferní nerv – řez napříč

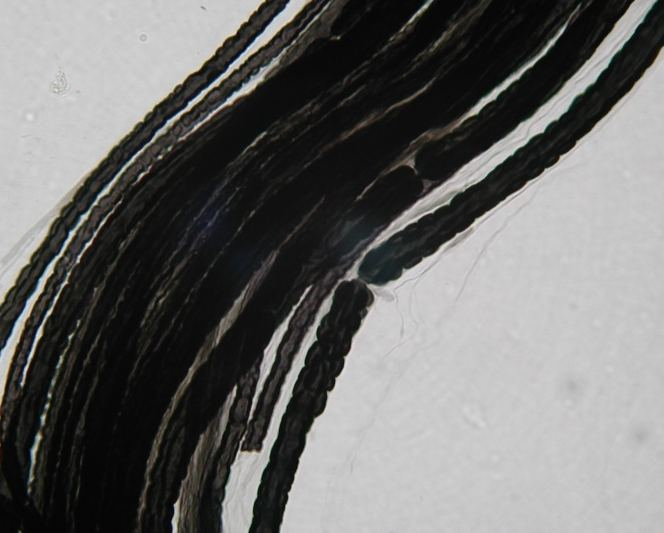
periferní nerv – řez podél, zvýraznění myelinové pochvy

Nerv, též periferní nerv (lat. nervus), je struktura tvořená myelinizovanými svazky dlouhých výběžků nervových buněk, obklopenými podpůrnou, vazivovou tkání. Jsou to orgány periferního nervového systému, které zprostředkovávají vedení informací z periferie do centrální nervové soustavy, umožňují inervaci svalů a žláz a také citlivost na vnější i vnitřní podněty.

## Stavba
Funkčním elementem nervu je axon neuronu, jehož tělo je uloženo nejčastěji v míše, ganglionu nebo ve specifických jádrech při mozkovém kmeni (v případě hlavových nervů). Axon je obalený myelinovou pochvou, která je tvořena Schwannovými buňkami a která zabezpečuje izolaci nervu a umožňuje tak rychlejší šíření akčního potenciálu na jeho cytoplasmatické membráně.
Vazivová tkáň tvoří endoneurium, které obaluje každé nervové vlákno zevně od jeho myelinové pochvy a tvoří „vodící trubici“, jejíž kontinuita je zásadní pro regenerační pochody v nervu. Skupiny nervových vláken obalených endoneuriem se seskupují do svazků, které pokrývá perineurium, periferní nerv, který vzniká seskupením svazků axonů, je pak celý obalen zevním vazivovým obalem zvaným epineurium. Celý nerv je spojen s okolními tkáněmi řídkým vazivem, mesoneuriem, kterým přichází k nervu bohaté cévní zásobení z okolí.
Svazky axonů v centrální nervové soustavě se označují spíše jako dráhy (lat. tractus) a jejich myelinová pochva je tvořena buňkami zvanými oligodendrocyty.

## Hlavové nervy
| I.    | nerv čichový (nervus olfactorius)                                                          |
| II.   | nerv oční (n. opticus)                                                                     |
| III.  | nerv okohybný (n. oculomotoricus)                                                          |
| IV.   | nerv kladkový (n. trochlearis)                                                             |
| V.    | nerv trojklaný (n. trigeminus) – dělí se na n.maxillaris, n. mandibularis a n. ophtalmicus |
| VI.   | nerv odtahující (n. abducens)                                                              |
| VII.  | nerv lícní (n. facialis)                                                                   |
| VIII. | nerv sluchově-rovnovážný (n. vestibulocochlearis/statoacusticus)                           |
| IX.   | nerv jazykohltanový (n. glossopharyngeus)                                                  |
| X.    | nerv bloudivý (n. vagus)                                                                   |
| XI.   | nerv přídatný (n. accesorius)                                                              |
| XII.  | nerv podjazykový (n. hypoglossus)                                                          |

## Dělení nervů
Velmi často se pro popis nervů používá různých přívlastků, podle směru nebo podle funkce:
- Aferentní nerv: (dostředivý), nebo senzorický nerv – vede informaci z receptorů, ze smyslových orgánů do centrální nervové soustavy
- Eferentní nerv: (odstředivý), nebo motorický nerv – vede informací z CNS do efektorů v těle, ke svalům